# Калга (село)
Калга́ (бур. халга — «ворота, застава») — село в Забайкальском крае, Россия. Административный центр Калганского района (с 1942 года). Расположено в 581 км от Читы. 
Население - 2814 чел. (по данным на 2023 год), крупнейшее село на юго-востоке Забайкальского края.

## Этимология
Название поселения происходит по одноименной реке Калга, гидроним же имеет бурятское происхождение халга — «ворота, застава», некогда на этой реке была пограничная застава.

## История
Основано в 1777 ссыльными участниками восстания Емельяна Пугачева. С 1851 в составе конного войска ЗКВ, крестьяне переведены в казачье сословие. В 1872—1918 центр Калганской станицы 2-го военного отделения ЗКВ, с сентября 1908 года в станице дислоцировалась 1-я Забайкальская батарея.
В 1902 в селе были двуклассное училище, церковь, кабак.
В 1926—1942 годах в составе Быркинского района. В конце 1920-х большая часть крестьянских хозяйств объединилась в коллективные хозяйства, но к лету 1930 коммуны распались. В 1931 созданы пять колхозов и два товарищества по совместной обработке земли, в 1932 транспортная артель им. П. Н. Журавлева, которые объединены в колхоз «Ленинский путь» (первый председатель В. Ф. Юшин).
В 1942 году образован Калганский район с центром в Калге.

## Население
| 1902  | 1959  | 1970  | 1979  | 1989  | 2002  | 2010  | 2012  | 2013  |
| ----- | ----- | ----- | ----- | ----- | ----- | ----- | ----- | ----- |
| 2054  | ↗3369 | ↗4601 | ↘4201 | ↗4412 | ↘3735 | ↘3425 | ↘3345 | ↘3299 |
| 2014  | 2015  | 2016  | 2017  | 2018  | 2019  | 2020  | 2021  |       |
| ↘3249 | ↘3228 | ↘3158 | ↘3094 | ↘3038 | ↘2975 | ↘2913 | ↘2589 |       |

## Инфраструктура
За послевоенные годы построены здания Дома культуры, районной больницы, открыты аптека, интернат для учащихся, вечерняя школа, маслозавод, инкубаторная станция, отделение госбанка, книжный магазин.
Позже построены другие объекты соцкультбыта, жилые микрорайоны, открыт газовый участок.
В 1987 году начал работу асфальтный завод, введено в эксплуатацию здание аэропорта, действовавшего до середины 1990-х.
Действуют: СПК «Ленинский путь», ООО «Калганское».
Имеются: средняя школа , начальная школа , школа-комплекс, Дом детского творчества, ДЮСШ, центральная районная больница.

## Разное
Входит в Перечень населенных пунктов Забайкальского края, подверженных угрозе лесных пожаров

## Достопримечательности
Памятник в честь воинов-земляков, погибших в Великой Отечественной войне.

## Топографические карты
- Лист карты M-50-XI Калга. Масштаб: 1 : 200 000. Указать дату выпуска/состояния местности.